# Dor fetal
Dor fetal é a alegação de que um feto é capaz de sentir dor no primeiro trimestre de gravidez. Esta alegação tem sido alvo de debate ao longo dos anos. Até ao início da década de 2010, existiu praticamente consenso entre a comunidade médica e científica de que o feto não é capaz de sentir dor até ao terceiro trimestre de gravidez.. Contudo, estudos mais recentes apontam no sentido contrário, ou seja, de que a existência de dor fetal poderá já existir a partir das 12 semanas de gestação. 
Embora as regiões neurais responsáveis pela experiência da dor sejam ainda alvo de debate, a partir da ideia de que a dor com origem em trauma físico necessita de uma via nervosa intacta desde o sistema nervoso periférico, que passe pela medula espinal e entre no tálamo e nas regiões do córtex cerebral, incluindo o córtex somatossensorial primário, o córtex insular e o cortex cingulado anterior, a generalidade da comunidade médica concluía que só seria possível ao feto sentir dor a partir do momento em que todas estas estruturas e vias nervosas estivessem desenvolvidas. No entanto, com o advento das cirurgias de fetos e embriões in utero, novos estudos vieram apontar noutro sentido.  Além disso, num artigo de 2021, a médica norte-americana Bridget Thill refere: que as vias neurais para a perceção da dor através da subplaca cortical estão presentes logo nas 12 semanas de gestação e, através do Tálamo logo nas 7-8 semanas de gestação; que o Córtex não é necessário para que a dor seja sentida; que a consciência da dor é mediada por estruturas subcorticais, tais como o tálamo e o Tronco cerebral, que começam a desenvolver-se durante o primeiro trimestre; que os neuroquímicos no Útero não causam inconsciência fetal; que o uso de analgesia fetal suprime as respostas hormonais, fisiológicas e comportamentais à dor, evitando o potencial para sequelas, tanto a curto como a longo prazo. Conclui então que: "Com as mudanças no reconhecimento da percepção da dor fetal antes da viabilidade por parte da medicina, tem-se assistido a uma alteração gradual no debate relativo a este tipo de dor, que já não passa tanto pela disputa da existência da dor fetal, mas sim pela discussão sobre até que ponto ela é significativa".